# کولیما ۱۵۲۶۷
سیارک ۱۵۲۶۷ (به انگلیسی: 15267 Kolyma، نامگذاری:1990VX4) پانزده هزار و دویست و شصت و هفتمین سیارک کشف شده‌است که در ۱۵ نوامبر ۱۹۹۰ کشف شد.
قدر مطلق سیارک برابر ۲۹.۵ است.